# نئوپتولموس یکم اپیروس
نئوپتولموس یکم اپیروس (به یونانی: Νεοπτόλεμος Α' Ηπείρου؛ ۳۹۰ تا ۳۶۰ پیش از میلاد) پادشاه اپیروس، پسر آلکتاس یکم، و پدر تروآس، الکساندر یکم و ملکه المپیاس بود. او پدربزرگ مادری اسکندر بزرگ بود.
او مدعی بود که از نوادگان آشیل و لوکومدس است.